# 미트로비차구

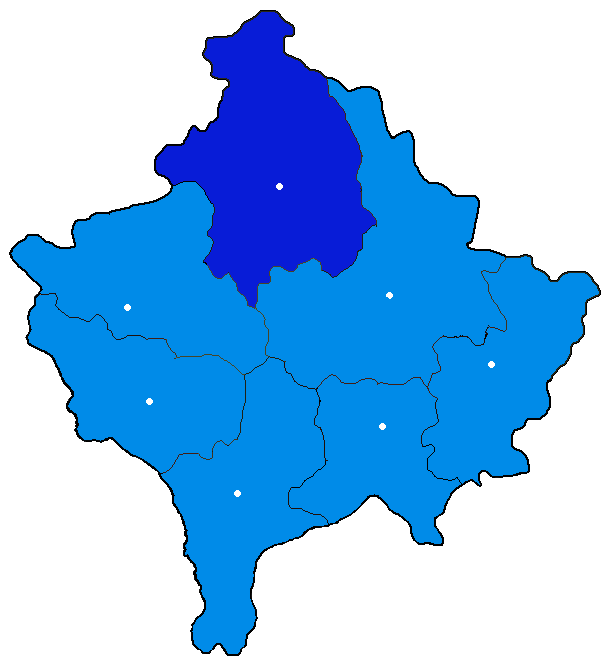
미트로비처구의 위치

미트로비차구(알바니아어: Rajoni i Mitrovicës) 또는 코소브스카미트로비차구(세르비아어: Косовскомитровачки округ, Kosovskomitrovački okrug)는 코소보의 구로 행정 중심지는 미트로비처이며 면적은 2,077 km2, 인구는 232,833명(2011년 인구 조사 기준), 인구 밀도는 110명/km2이다. 6개 지방 자치체를 관할한다.

## 지방 자치체
- 미트로비차 (코소브스카미트로비차)
- 레포사비크 (레포사비치)
- 스켄데라이 (스르비차)
- 부슈트리 (부치트룬)
- 주빈포토크
- 즈베찬

## 같이 보기
- 미트로비차
- 미트로비차 (코소보)
- 북미트로비차
- 스렘스카미트로비차